# Унтервац
Унтервац (нем. Untervaz) — коммуна в Швейцарии, в кантоне Граубюнден. 
Входит в состав округа Ландкварт. Население составляет 2268 человек (на 31 декабря 2006 года). Официальный код  —  3946.
Находится на левом берегу Рейна примерно в 8 км к северу от Кура.

## Население
| Динамика населения | Динамика населения | Динамика населения | Динамика населения | Динамика населения | Динамика населения | Динамика населения |
| ------------------ | ------------------ | ------------------ | ------------------ | ------------------ | ------------------ | ------------------ |
| Год                | 1850               | 1900               | 1950               | 2000               | 2005               | 2010               |
| Население          | 1097               | 940                | 1205               | 2093               | 2262               | 2378               |

## Достопримечательности
В коммуне есть католическая и реформатская церкви, признанные объектами культурного наследия. Рядом находятся руины замков Нойбург и Раппенштейн.